# Zakliczyn
Zakliczyn è un comune urbano-rurale polacco del distretto di Tarnów, nel voivodato della Piccola Polonia.
Ricopre una superficie di 122,55 km² e nel 2004 contava 12 190 abitanti.